# Grabowa (gmina)
Grabowa – dawna gmina wiejska w powiecie kamioneckim województwa tarnopolskiego II Rzeczypospolitej. Siedzibą gminy była Grabowa.
Gminę utworzono 1 sierpnia 1934 r. w ramach reformy na podstawie ustawy scaleniowej z dotychczasowych gmin wiejskich: Adamy, Czanyż, Grabowa, Huta Połoniecka, Maziarnia Wawrzkowa, Sokole (część) i Wolica Derewlańska.
Podczas wojny gminę zniesiono, a jej obszar włączono do gmin Busk (Adamy i Grabowa), Toporów (Czanyż i Huta Połoniecka) i Nieznanów (Maziarnia Wawrzkowa) oraz do nowo utworzonej gminy Łopatyn (Wolica Derewlańska), wszystkie w powiecie kamioneckim.